# Kryzys 6 lutego 1934
Kryzys 6 lutego 1934 – demonstracje w Paryżu opozycji monarchistyczno-nacjonalistycznej przeciwko rządom Kartelu Lewicy, zakończone rozruchami i walką z policją.

## Geneza
Od 1931 roku Francja znajdowała się w stanie głębokiego kryzysu gospodarczego. Najbardziej dotknął on klasę średnią, która tradycyjnie popierała kolejne rządy III Republiki. Doszło też do kryzysu politycznego. Od maja 1932 do stycznia 1934 roku było 5 kolejnych lewicowych rządów, które nie umiały sobie poradzić z pogarszającą się sytuacją. Dochodziło też do wielu politycznych i gospodarczych skandali. W konsekwencji rosły w siłę tzw. ligi antyparlamentarne, czyli skrajnie prawicowe partie i ruchy polityczne.
Bezpośrednim detonatorem wypadków 4 lutego była tzw. afera Stavisky’ego, która wybuchła w styczniu 1934 roku. Była ona związana z osobą żydowskiego imigranta Serge’a Alexandre’a Stavisky’ego, który poprzez niejasne kontakty ze sferami rządzącymi i światem finansjery został prezesem Towarzystwa Gruntów i Robót Publicznych, cieszącego się oficjalnym poparciem władz. Zaciągał on ogromne kredyty, używając zastawu fałszywej biżuterii, które następnie zdefraudował. Kiedy prawda o finansowych przekrętach wyszła na jaw, wybuchł ogromny skandal. Policja próbowała go aresztować w jego domu w Chamonix, ale oficjalnie popełnił samobójstwo, co było na rękę rządowi. Prasa opozycyjna sugerowała, że było to zabójstwo. Doprowadziło to do dymisji gabinetu premiera Camille’a Chautempsa, która nie spowodowała jednak uspokojenia nastrojów społecznych. Prezydent powierzył sformowanie nowego rządu Edouardowi Daladierowi, partyjnemu koledze C. Chautempsa. Ugrupowania skrajnie prawicowe postanowiły zaatakować rząd. Od 9 stycznia 1934 roku w Paryżu odbyło się 13 demonstracji. Pewną rolę w doprowadzeniu do wypadków 4 lutego odegrała także dymisja prefekta policji paryskiej Jeana Chiappe’a, który otwarcie przyznawał się do prawicowych poglądów. 6 lutego 1934 roku dziennik Akcji Francuskiej „L'Action Française” wezwał swoich czytelników: Po wyjściu z biur paryżanie udadzą się przed Izbę Deputowanych, aby dać do zrozumienia rządowi i jego parlamentarnym poplecznikom, że mają dość tego wstrętnego reżimu.

## Przebieg wydarzeń
Od około godz. 18 w różnych częściach Paryża, ale głównie na placu Concorde, zaczęły gromadzić się coraz większe tłumy ludzi. Przede wszystkim przybyli członkowie i sympatycy organizacji i ugrupowań monarchistycznych, nacjonalistycznych, faszystowskich i kombatanckich takich, jak Akcja Francuska, Kameloci Króla, Krzyże Ogniste, Młodzież Patriotyczna, Solidarność Francuska, Parti Franciste. Było też sporo zwyczajnych chuliganów i ludzi poszukujących rozróby. Uczestnicy określali ostateczną liczbę ludzi na 200 tys., natomiast lewicowe władze podały liczbę 100 tys. Głównym celem manifestantów był Pałac Burboński, gdzie obradowała Izba Deputowanych. Skandowali oni hasło Precz ze złodziejami! i próbowali sforsować policyjne kordony chroniące gmach Izby Deputowanych. Około godz. 19.30 na moście Concorde policja otworzyła nagle ogień do tłumu.

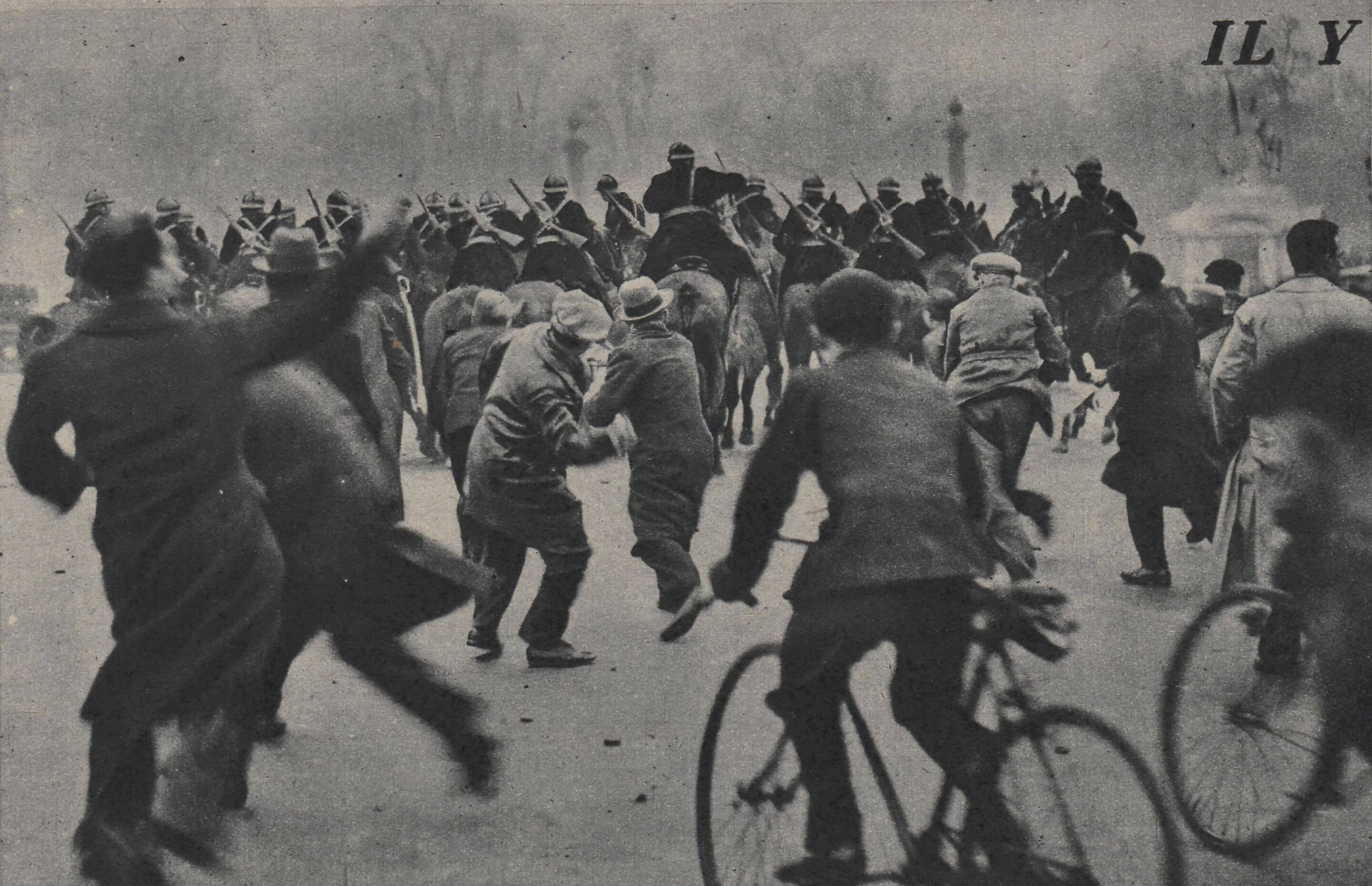
Walki na placu Concorde 6 lutego 1934

Zaraz potem dowódca ochrony parlamentu złożył premierowi raport, informując, że właśnie zabito 7 osób, zaś kilkadziesiąt raniono. Tymczasem uliczna walka stawała się coraz bardziej zażarta. Podpalano autobusy, demolowano ławki, sklepy, latarnie. Konna policja z szablami zaszarżowała na demonstrantów, którzy bronili się, ściągając funkcjonariuszy z siodeł, druzgocąc pałkami nogi koni i rozlewając na asfalcie oliwę. Samorzutnie organizowane grupy manifestantów, uzbrojonych w łomy, noże, kamienie ścierały się z oddziałami policji, a także z przybyłymi bojówkami komunistów. Walki trwały w rejonie kościoła Madeleine, Pałacu Burbońskiego, Champs Elysees, na Wielkich Bulwarach i przede wszystkim na Placu Concorde. Prawicowcy wdarli się do gmachu Ministerstwa Marynarki, gdzie podłożyli ogień. Rozruchy ustały dopiero o północy. Część francuskich historyków uważa, że niepowodzenie demonstracji było związane głównie z przerwaniem wiecu członków Croix-de-Feu przez jego przywódcę płk. François de La Rocque’a. Miał on ostatecznie stanąć na stanowisku praworządności konstytucyjnej, przeciwstawiając się próbom dokonania zamachu stanu ze strony pozostałych lig antyparlamentarnych.

## Konsekwencje
Prawicowa prasa natychmiast rozpoczęła atak na rząd. Mówiono o rzezi patriotów, dziesiątkach zabitych, o czymś skandalicznym, że ci mordercy z rządu dopuścili się tak haniebnych czynów. Katolicki dziennik „La Croix” napisał o szlachetnej krwi przelanej na Placu Concorde. Natomiast lewicowe gazety oskarżyły demonstrantów o próbę przeprowadzenia zamachu stanu. Premier E. Daladier w oficjalnym komunikacie podał, że zginęło tylko 6 demonstrantów i 3 policjantów, a 350 osób (w tym 180 policjantów) odniosło rany. Ustalanie prawdziwej liczby ofiar zajęło więcej czasu. W ich rezultacie opinia publiczna dowiedziała się, że w wyniku walk 6 lutego 1934 roku poległo lub zmarło z odniesionych ran 16 uczestników demonstracji i jeden policjant. Ponadto odnotowano 2329 rannych, w tym 1764 policjantów.
W wyniku wydarzeń 6 lutego rząd Daladiera podał się do dymisji. Było to pierwsze w dziejach III Republiki ugięcie się gabinetu pod presją publiczną. Na wydarzenia 6 lutego zareagowała czynnie lewica (socjaliści i komuniści). 9 lutego w rejonie paryskich Dworca Północnego i Dworca Wschodniego ponownie doszło do rozruchów. Kolejne ofiary pojawiły się 3 dni później podczas ogłoszonego przez lewicowe związki zawodowe strajku generalnego. Liczba zabitych w dniach od 6 do 12 lutego 1934 roku wzrosła ogółem do 28 osób. Były to najbardziej krwawe w Paryżu zajścia od 1871 roku, a więc od czasów Komuny Paryskiej. Dalsze konsekwencje były takie, że powstał prawicowy rząd jedności narodowej pod przewodnictwem byłego prezydenta Gastona Doumergue’a, który jednakże nie umiał wyprowadzić Francji z kryzysu. W rezultacie w 1936 roku wybory parlamentarne wygrał Front Ludowy, czyli koalicja komunistów, socjalistów i radykałów lewicowych. Na bazie kryzysu 4 lutego 1934 roku powstało też kilka organizacji antyfaszystowskich, jak np. Comité de vigilance des intellectuels antifascistes, które starały się zablokować rozwój faszyzmu we Francji.